# Ivan Pavelić
Ivan (Ivo) Pavelić  (Zagreb, 10. veljače 1908. – Greenwich, Connecticut, 22. veljače 2011.) bio je hrvatski plivač, nogometaš, tenisač i skijaš te američki gospodarstvenik.
Natjecao se u međunarodnim natjecanjima s tenisačkim i nogometnim sastavima. Osvojio je prvenstvo Jugoslavije u nogometu 1930. s Concordijom. Za Jugoslaviju je odigrao 5 utakmicaod 1927. do 30. te 1 pogodak, na utakmici s Rumunjskom
Sudjelovao je na OI 1924. u Parizu u disciplini 200 m prsno. Studirao je na zagrebačkom sveučilištu i postao diplomiranim pravnikom. Govorio je pet stranih jezika. 
Nakon studija otvorio je privatni pravnički ured nakon što je dvije godine radio po sudovima. Za vrijeme drugog svjetskog rata odselio je u Švicarsku gdje je upoznao suprugu. Dok je bio u Švicarskoj, natjecao se u skijanju. Poslije rata 1946. odselio je u SAD. Ondje je zajedno s bratom pokrenuo u New Yorku tvrtku koja se bavila uvozom i izvozom olova i bakra. Poslije je preselio u Greenwich u Connecticutu gdje se bavio trgovinom darovnih dobara iz Italije i Austrije.